# تریاک

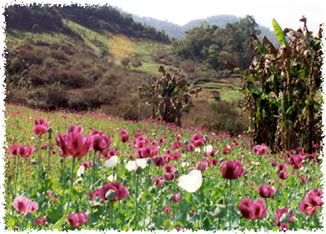
مزرعه کشت خشخاش در برمه.

تریاک، عصارهٔ خشک‌شده گیاه خشخاش است که از خراشیدن این گیاه، به‌دست می‌آید. حدود ۱۲ درصد از تریاک را مرفین، تشکیل می‌دهد که یک آلکالوئید اپیوئیدی ضد درد است. مرفین از طریق فرایندهای شیمیایی به هروئین و سایر اپیوئیدها برای مصارف درمانی و تولید مواد مخدر تبدیل می‌شود. در تریاک، آلکالوئیدهای دیگری از جمله کدئین، نارسئین، پاپاورین، نوسکاپین و تبائین نیز وجود دارد. تریاک به شیوهٔ سنتی، با ایجاد خراش بر روی کپسول‌های بذر و در واقع میوه گیاه خشخاش و جمع‌آوری عصاره (لاتکس) و خشک کردن آن تولید می‌شود. با تبدیل تریاک به مرفین، %۸۸ از وزن تریاک کاسته شده و قاچاق آن، آسان‌تر خواهد شد. با تبدیل مرفین به هروئین، تأثیر آن حدوداً ۲ برابر شده و قیمت نسبی آن نیز افزایش می‌یابد.
مصرف مداوم مرفین باعث افزایش نیاز بدن و وابستگی فیزیکی به این ماده و به‌وجود آمدن تحمل دارویی و اعتیاد می‌شود. تریاک از دیرباز به‌دلیل خصوصیات ضد درد آن، مورد توجه پزشکان و جراحان بوده است.

## واژه‌شناسی
تریاک، از کلمه یونانی (thērĭăkḗ) θηριακή (به انگلیسی: Theriac) به معنی پادزهر، وارد زبان فارسی شده است. در فرهنگ قدیم یونانی، تریاک، پادزهر گزیده شدن با حیوانات وحشی بوده است و به همین علت در فارسی قدیم نیز تریاک (تریاق) به معنی پادزهر بوده است. افیون که در فارسی قدیم اپیون هم می‌گفتند نیز از یونانی ὄπιον (ópion) (به انگلیسی: Opium) به معنی شیره خشخاش، وارد فارسی شده است.

## ترکیبات
تریاک حاوی دو گروه اصلی از آلکالوئیدها است.
- فنانترن‌ها از جمله مرفین، کدئین و تبائین، که ترکیبات سایکو اکتیو اصلی تریاک هستند.[۹]
- ایزوکوئینولین‌ها از جمله پاپاورین و نوسکاپین که تأثیر قابل توجهی بر دستگاه عصبی مرکزی ندارند.

مرفین، مهم‌ترین و رایج‌ترین آلکالوئید تریاک است که ۱۰ تا ۱۶ درصد از مجموع آلکالوئیدهای تریاک را تشکیل می‌دهد. این ماده همچین عامل اصلی تأثیرات منفی تریاک مانند ادم ریوی، مشکلات تنفسی، کما و برخی مشکلات قلبی و ریوی است.

## کاربردهای درمانی
پزشکان و دندانپزشکان شبه‌افیونی‌ها را برای تسکین دادن دردهای حاد یا مزمن ناشی از بیماری، جراحی یا جراحت‌ها تجویز می‌کنند. در پزشکی ایرانی از زمان‌های قدیم تریاک به عنوان دارو حضور داشته رازی و ابن سینا و دیگران آن را برای درمان توصیه کرده‌اند.
امروزه بسیاری داروهای شبه‌افیونی به‌طور مصنوعی ساخته می‌شوند از جمله اکسی‌کدون، مپریدین، هیدروکدون و هیدرومورفین
داروهای شبه‌افیونی همچنین برای تخفیف سرفه متوسط تا شدید و اسهال نیز به کار می‌روند. شبه‌افیونی‌هایی مانند متادون و بوپرونورفین برای معالجه اعتیاد به شبه‌افیونی‌های دیگر مانند هروئین کاربرد دارند.

## سوءمصرف و اعتیاد
مصرف طولانی‌مدت و مداوم تریاک باعث افزایش نیاز بدن و وابستگی فیزیکی به این ماده و به‌وجود آمدن تحمل دارویی و اعتیاد می‌شود. معتادان به تریاک در ایران، روزانه به‌طور میانگین ۸ گرم تریاک مصرف می‌کنند. برخی از داروهای شبه‌افیونی قانونی تجویز شده مانند کدئین، هیدرومورفون، اکسی‌کدون نیز مورد سوءمصرف قرار می‌گیرند. بر اساس یک تحقیق که در سال ۱۹۹۹ انجام شده ایران بیش از هر کشور دیگری با گرفتاری‌های ناشی از مصرف تریاک غیرقانونی روبروست. بر اساس این تحقیق ۲٫۸ درصد از جمعیت ۱۵ تا ۶۴ سال ایران دچار این مشکل هستند.

## تاریخچه

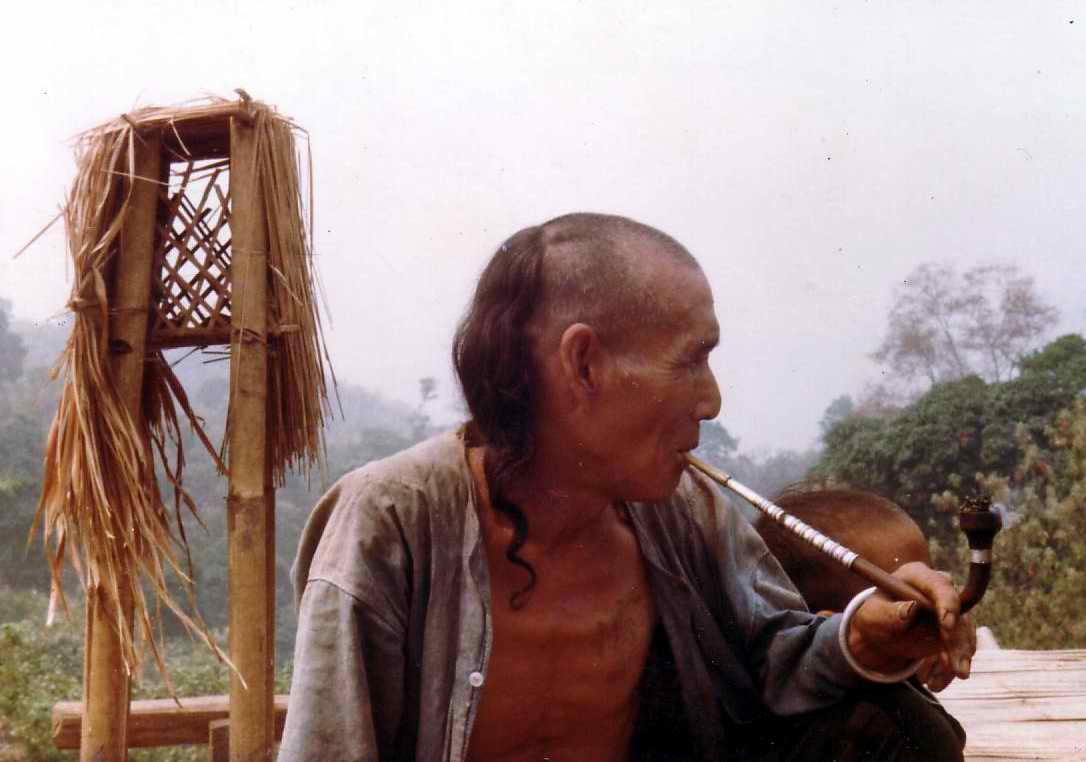
مردی از قبیلهٔ آخا در تایلند در حال کشیدن تریاک

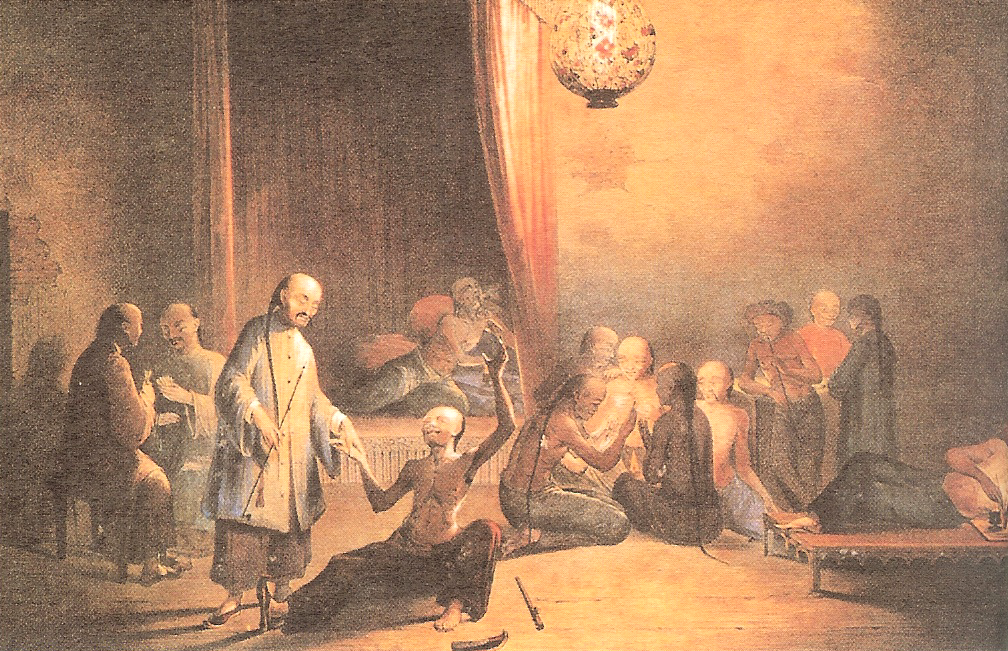
تصویر یک شیره‌کش‌خانه در چین از نگاه یک جهان‌گرد غربی در قرن نوزدهم

خاستگاه اولیهٔ گیاه خشخاش سواحل مدیترانه باشد که به صورت طبیعی در آن‌جا می‌روییده است. بسیاری از منابع قدیمی از جمله سفرنامه ناصر خسرو خاستگاه تریاک را مصر معرفی کرده‌اند اما پژوهش‌های جدید گویای آن است که اسرار به عمل آوردن و مصرف تریاک از شرق اروپا در منطقهٔ بالکان و اطراف دریای سیاه به جنوب و از آن‌جا به غرب راه یافته است.
کشت خشخاش به‌منظور استفاده غذایی از دانه‌های آن، و تخفیف درد و بی‌حسی و مراسم مذهبی حداقل از عصر برنز به این سو ادامه داشته است. سومریان، آشوری‌ها، مصری‌ها، اهالی جزیره کرت، مینوسیان، یونانیان، رومی‌ها، ایرانیان و اعراب هر یک در معرفی این گیاه نقشی داشته‌اند.
مصرف تریاک به شکل سنتی آن تا هنگام جنگ داخلی آمریکا ادامه یافت. از آن پس با استخراج مرفین و قابلیت تزریق آن این دارو به مهم‌ترین داروی ضد درد برای مجروحان جنگی تبدیل شد. مرفین هنوز هم پرمصرف‌ترین دارو برای مجروحان جنگی و مصدومان سوانح است.
باستان‌شناسان به شواهدی دست یافته‌اند که از کشت تریاک در ۱۵٬۰۰۰ سال پیش حکایت می‌کند، اما بررسی سوابق تاریخی برجای مانده این موضوع را که مردمان باستان بر خواص و مزایای دارویی تریاک آگاهی داشته‌اند به اثبات نمی‌رساند؛ آن‌ها ممکن است از این محصول به‌طور سنتی و بدون اطلاع از چگونگی عملکرد آن استفاده کرده باشند. در امپراتوری روم احتمالاً از تریاک در مراسم مذهبی استفاده می‌کردند، شاید از اثرات این دارو برای نمادین کردن فرایند مرگ و حلول روح در کالبدی دیگر بهره‌برداری نموده باشند. حتی سوابق قدیمی‌تر حاکی از آن است که مردمان باستان احتمالاً بر این باور بوده‌اند که تریاک می‌تواند شادی‌بخش باشد، هرچند شواهدی که مبنی بر استفاده تفریحی از تریاک باشد در دست نیست.
در حدود سال ۳۴۰۰ ق. م ساحل‌نشینان دجله و فرات تریاک به عمل می‌آوردند. سومری‌ها آن را با نام «ها» و «جل»، به معنای گیاه شادی شناخته و تصور می‌شود مصری‌ها طرز کشت و مصرف خشخاش را از سومری‌ها آموخته باشند. نمونه‌ای از تریاکی که از مقبرهٔ «چا» در مصر به دست آمده است، به سده ۱۵ پیش از میلاد می‌رسد و تریاک شهر «تب» در مصر شهرت زیادی داشت. نام این مخدر در سنگ‌نبشته‌های آشوری هم آمده است. آشوریان آن را «روغن شیر» می‌خوانده‌اند.
در سدهٔ ۱۳ پیش از میلاد دوران طلایی تریاک با کشت گسترده آن در تبس پایتخت مصر آغاز شد، بازرگانان تریاک را از مصر به کارتاژ، یونان و اروپا می‌بردند. پس از آن کشت خشخاش در قبرس پیشرفت قابل ملاحظه‌ای داشت و تریاک که یکی از مهم‌ترین داروهای یونان در آن هنگام شمرده می‌شد از طریق حمله اسکندر به ایران و هند راه یافت.
اثرات رازآلود و عجیب تریاک سبب گردید تا در بسیاری از نقاط از جمله یونان باستان در مراسم آیینی و مذهبی همچون دارویی مقدس از آن استفاده شود و در اُدیسه نوشتهٔ هومر، حماسه‌سرای بزرگ یونان، نیز از آن یاد شده است. رومیان نیز از طریق یونانیان با این داروی مخدر آشنا شدند. تریاک نزد آن‌ها دارویی مذهبی و نشانهٔ خواب و مرگ بود و سومنوس ایزدبانوی خواب یک دسته گیاه خشخاش در دست داشت.
عرب‌ها که از طریق مصری‌ها با تریاک به عنوان یک داروی مسکن دردها آشنا شده بودند، تولید و تجارت آن را به شکل یک صنعت بزرگ سامان دادند. با گسترش حکومت خلفای اسلامی بازرگانان عرب، تریاک را که کالایی با ارزش بسیار، حجم کم و در شرایط معمولی فاسد نشدنی بود، با خود به سراسر جهان بردند.
با آغاز جنگ‌های صلیبی، تریاک دوباره در اروپا محبوب شد. جنگجویان مسیحی از طریق مسلمانان با تریاک آشنا شده و با نقل داستان‌های خیالی از قدرت جادویی گیاه خشخاش و تریاک و تأثیر شربت سحرآمیز آن بر سربازان ترک ــ که با خوردن تریاک خود را رویین‌تن می‌پنداشتند- افسانه‌هایی را در مورد این گیاه دارویی رایج کردند. نظیر چنین افسانه‌هایی در ایران نیز رایج شده و برای مثال در شاهنامه اسدی طوسی دیده می‌شود.
با ضعف قدرت عرب‌ها، تجارت تریاک به دست ونیزی‌ها افتاد. در این زمان امپراتوران مغول هند نیز به درآمد سرشار این محصول پی بردند و کشت خشخاش را در هند تشویق کردند. مصرف عادی تریاک در اجتماعات آن روز، باعث بروز اعتیاد در میان جمعی از مردم و انتقاد گروهی از پژوهشگران از مصرف بی‌رویهٔ تریاک شد. طبیعی‌دان فرانسوی پیر بلون پس از بازگشت از مسافرت آسیای صغیر و مصر در سال ۱۵۴۶ دربارهٔ معتادان ترک چنین نوشت: «نمی‌توان ترکی را دید که تا آخرین دینار پولش را برای خرید تریاک ندهد. یک ترک همیشه با خود تریاک دارد، خواه در جنگ و خواه در صلح. ترک‌ها پس از خوردن تریاک خود را دلیرتر می‌پندارند و از خطرات جنگ نمی‌هراسند. در زمان جنگ هر ترک هر مقدار تریاک پیدا کند، می‌خرد، چنان‌که دیگر به دست آوردن تریاک بسیار دشوار می‌شود.» و دربارهٔ تجارت تریاک می‌گوید: «۵۰ شتر دیدم که بار آن فقط تریاک بود و به سوی اروپا می‌رفت.» آکوشتا پزشک پرتغالی هم تریاک را بهترین روش گمراهی مردم مشرق زمین می‌خواند و می‌گوید: «تریاک آنان را آن‌چنان پست کرده است که تن به هر ذلتی می‌دهند».
تریاک در قرن چهارم میلادی به چین هم رسید، اما فقط پس از پایان سده‌های میانه و آغاز سفرهای دریایی دولت‌های اروپایی بود که آنان تجارت پرسود تریاک را دریافتند. مصرف تفریحی تریاک به‌طور گسترده از سده ۱۵ میلادی در چین آغاز شد. در ابتدا به دلیل کمیابی و گرانی به‌ندرت اتفاق می‌افتاد. اما از قرن هفده به بعد تجارت تریاک شکل منظمی پیدا کرد و با گسترش مصرف آن ویژگی اعتیادآوری آن مشخص شد. در ۱۷۲۹ مصرف تریاک در چین ممنوع شد. موازنه منفی تجاری انگلیس در مقابل چین موجب شد که انگلیسی‌ها برای افزایش صادرات خود و بهبود ذخایر ارزی‌شان، چینی‌ها را به مصرف تریاک که در هند کاشته می‌شد تشویق کنند.
مخالفت امپراتور چین با بارگیری محموله‌های تریاک در بنادر این کشور به دو جنگ تریاک در ۱۸۴۰ و ۱۸۵۸ میان بریتانیا و چین منجر شد. چین در هر دو جنگ شکست خورد و انگلیسی‌ها تجارت تریاک را در سراسر چین به‌دست آورند. رفته‌رفته با افزایش مصرف، تولید تریاک در داخل چین نیز آغاز شد تا جایی که در سال ۱۹۰۵ بیش از یک‌چهارم مردان چینی به تریاک اعتیاد داشتند. در سایر نقاط دنیا هم تا قبل از اواخر قرن نوزدهم مصرف تفریحی یا اعتیادآور تریاک بسیار به‌ندرت اتفاق می‌افتاد.

## تاریخچه تریاک در ایران

### شروع تریاک کاری در ایران
کاهش تولید ابریشم و خشکسالی‌های پی در پی باعث بحران اقتصادی شده بود. احتمالاً این باعث شد سپهسالار به فکر بیافتد که از درآمد صدور تریاک می‌شود به کشور کمک کرد.
میرزا حسین خان سپهسالار در مأموریت بمبئی، حدود ۱۸۵۰ میلادی در یکی از گزارش‌های خود منافع کشت خشخاش در ایران را از نظر صادرات گوشزد کرد و دولت نیز بر اساس این گزارش، کشت خشخاش را در دستور قرار داد و به ترویج آن پرداخت.
فریدون آدمیت می‌نویسد:
تا نیمه سدهٔ گذشته نیز کشت خشخاش رواجی نداشت و در نوشته‌های مؤلفان خارجی که در این زمان به ایران آمده‌اند، هیچ اشاره‌ای به تریاک کشیدن نیافتیم. و حال آن‌که از عادت غلیان کشیدن و کشت تنباکو اغلب سخن گفته‌اند. اما در این سال‌هاست که می‌بینیم به کشت تریاک توجهی شده است؛ مثلاً در ۱۲۶۷ قمری (۱۸۵۰م) تریاک‌کاری در اطراف تهران به مرحله آزمایش درآمد که حاصل آن را بسنجند. پس از ده سال یعنی از حدود سال ۱۲۷۷ قمری (۱۸۶۰ م) به بعد است که در آثار مؤلفان اروپایی به عادت تریاک کشیدن [ایرانیان] اشاره گردیده؛ تا این‌که دامنه آن گسترده شد و اغلب ولایات ایران را فرا گرفت. ظاهراً از ۱۸۷۰ میلادی تریاک ایران به‌عنوان ماده صادرات بین‌المللی درآمد، و کشاورزان رفته‌رفته قسمتی از اراضی گندم‌خیز را به کشت خشخاش تخصیص دادند.
در اولین سال زراعی پس از صدارت سپهسالار کشت تریاک چنان توسعه یافت که در کنار عامل خشکسالی به‌عنوان یکی از عوامل مؤثر در رکود کشت غلات و سایر محصولات، موجب بروز قحطی وحشتناک در کشور گردید.
کنسول انگلیس در بوشهر دراین‌باره می‌نویسد:
«چند سال قبل سود حاصله از تریاک، توجه ایرانیان را جلب کرد و تقریباً تمامی اراضی موجود و مناسب در یزد، اصفهان و جاهای دیگر به کشت خشخاش اختصاص یافت و کشت غلات و سایر محصولات پشت‌گوش انداخته شد . . . [این مسئله] با خشکسالی و سایر عوامل تلفیق شد و منجر به قحطی سال ۱۸۷۱–۱۸۷۲ گردید.»

### قانون تریاک
پیش از سال ۱۲۸۹خ قانونی برای تریاک وجود نداشت و این ماده مخدر یکی از کالاهای صادراتی رسمی کشور بود
وزیر مالیه مرتضی‌قلی خان صنیع‌الدوله لایحه ای با عنوان «تحدید تریاک» به مجلس فرستاد که در ۲۱ اسفند ۱۲۸۹ به تصویب مجلس شورای ملی رسید که برای تریاک مالیات تعیین (مثقالی سیصد دینار) و مصرف شیره تریاک را ممنوع و مصرف‌کنندگان تریاک را ملزم می‌کرد پس از مصرف، سوخته تریاک را به وزارت مالیه تحویل دهند و برای هر مثقال سه شاهی حق‌الزحمه دریافت کنند. دولت از این سوخته برای کسانی که قادر به ترک شیره نبودند، استفاده می‌کرد.
قانون تحدید تریاک در جهت از میان بردن کامل و تدریجی مصرف تریاک در ایران مقرر کرد که از دو سال بعد، مالیات تریاک هرساله یکصد و پنجاه دینار افزایش یابد و پس از هفت سال، مصرف شیره به صورت کامل ممنوع و مصرف تریاک تنها به عنوان دارو مجاز شود. با این حال، تولید تریاک در ایران به منظور صادرات ادامه می‌یافت و حتی تشویق می‌شد چون این قانون، تریاک صادراتی را از مالیات معاف کرد. با وجود این تولید و مصرف تریاک در داخل ایران افزایش یافت.
به گفته عبدالله یاسایی نماینده سمنان و دامغان، در سیستان و خراسان «اغلب عائله‌ها از زن و مرد و اطفال مبتلا هستند به استعمال افیون. ای بسا عائله‌ها که در نتیجه استعمال افیون از هستی ساقط شده‌اند و در تنگنای فقر و وفاقه افتاده، بی‌چاره و پریشان شده، به حدی که مشغول تکدی شده‌اند».
رواج شیره‌خانه‌ها در ایران نیز در سالهای پایانی دوره قاجار از خراسان و سیستان آغاز شد و به تهران رسید.
در سالهای پایانی دوره قاجار، ایران از تأمین کننده‌های عمده تریاک جهان بود و سالیانه هفت و نیم میلیون تومان از این راه درآمد داشت.

## تولید و تجارت
در سال ۱۹۸۰ حدود ۲ هزار تن تریاک (چه قانونی و چه غیرقانونی) به بازار عرضه شد و به ۵ هزار تن در سال ۲۰۰۰ رسید. سازمان بهداشت جهانی برآورد کرده که برای تأمین نیازهای پزشکی دنیا باید تولید تریاک پنج برابر بیشتر شود. در سال ۲۰۰۲ قیمت تریاک برای کشاورزان حدود ۳۰۰ دلار برای هر کیلو و برای خریداران ۸۰۰ دلار بود اما در خیابان‌های اروپا قیمت آن به ۱۶ هزار دلار می‌رسید.
امروزه افغانستان بزرگ‌ترین تولیدکننده تریاک دنیاست. تا پیش از فرمان منع کشت تریاک توسط طالبان در سال ۲۰۰۰ این کشور هر سال حدود ۷۰ درصد تریاک دنیا را تأمین می‌کرد. در آن سال تولید تریاک این کشور ۹۴ درصد کاهش یافت.
یک سال بعد آمریکا و متحدانش به افغانستان حمله‌ور شده و طالبان را سرنگون کردند. کشت خشخاش به سرعت افزایش یافته و افغانستان جایگاه خود را به عنوان بزرگ‌ترین تولیدکننده این محصول از برمه پس گرفت.
در سال ۲۰۰۶ تولید تریاک در افغانستان به بالاترین میزان خود در تاریخ رسید. بر اساس برآورد اداره مواد مخدر و جرایم سازمان ملل؛ در این سال در افغانستان ۶۱۰۰ تن تریاک در ۱۶۵۰ کیلومتر مربع کشت شد که معادل ۸۲ درصد تولید جهانی بوده است.
ارزش هروئین به دست آمده ۳٫۵ میلیارد دلار بود که ۷۰۰ میلیون دلار آن نصیب کشاورزان افغان شده است. با این حال کشت تریاک که به قیمت ۱۳۸ دلار در هر کیلو به فروش می‌رسید تا ده برابر کشت گندم برای کشاورزان سودآور بوده است.
در اواسط قرن بیستم بیشترین تولید تریاک در جنوب شرقی آسیا معروف به مثلث طلایی شامل کشورهای برمه، تایلند و لائوس انجام می‌شد. اکنون نیز پس از افغانستان کشورهای مثلث طلایی (به ویژه برمه)، پاکستان، کلمبیا، گواتمالا و مکزیک تولیدکنندگان بعدی تریاک هستند.
تولید قانونی تریاک نیز در بسیاری از کشورها با نظارت نهادهای قانونی انجام می‌شود. در شیوه رایج تولید پزشکی تریاک کل گیاه خشخاش (به جز ریشه و برگ) در یک محلول اسیدی قرار می‌گیرد و سپس آلکالوئیدها از آن استخراج شده و تلخیص می‌شود. این روش در دوران جنگ دوم جهانی در بریتانیا ابداع شد.
در هند تولید قانونی تریاک انجام می‌شود. در سال ۲۰۰۸ کشاورزان می‌توانستند مجوز کشت تریاک در هزار متر مربع زمین خود را گرفته و برای حفظ مجوز خود بایستی ۵۶ کیلو تریاک خام خالص را به دولت بفروشند.

## روش‌های مصرف

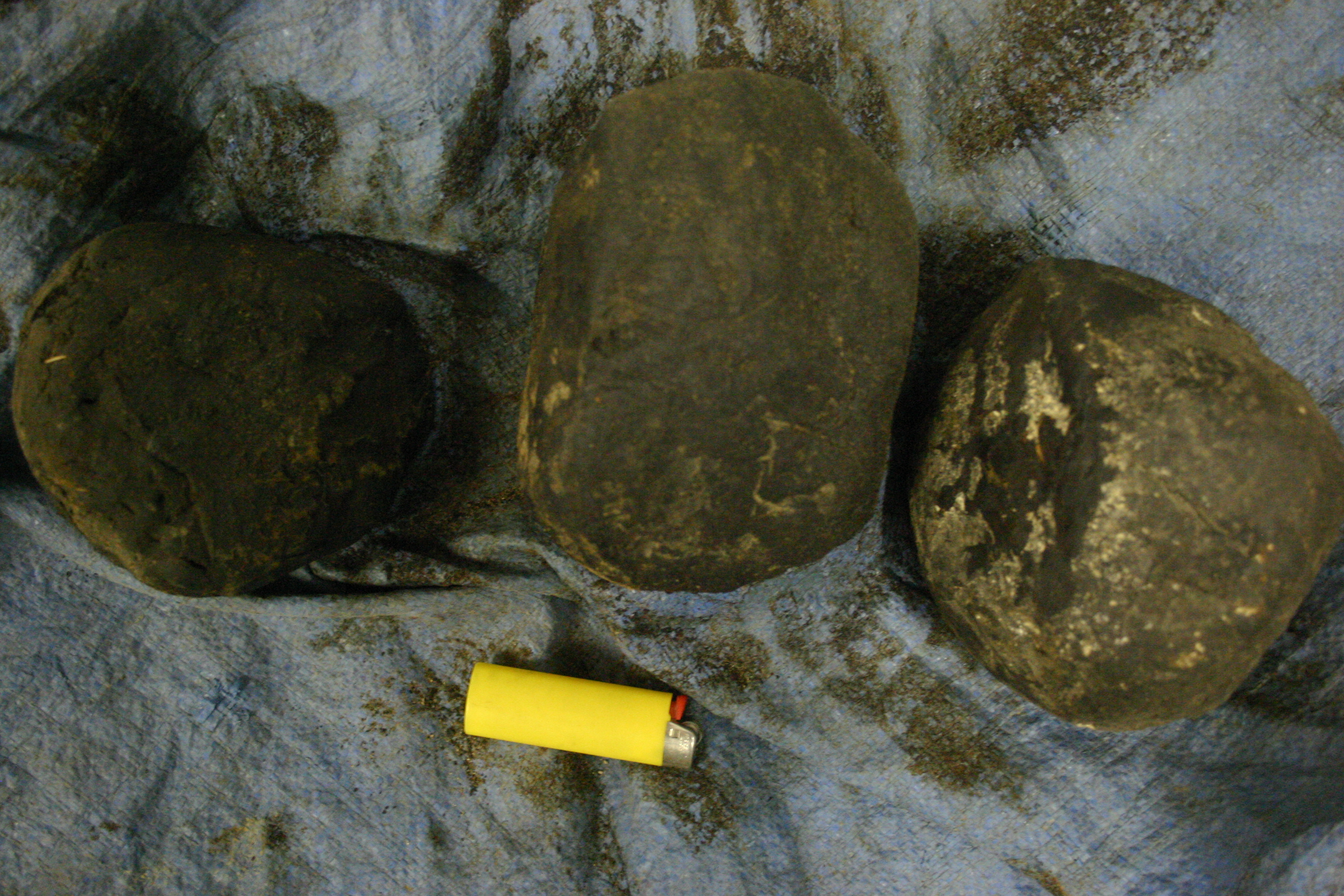
تریاک خام توقیف‌شده در افغانستان

خوردن و تدخین (دود کردن) دو روش مصرف معمول تریاک هستند. تزریق تریاک بسیار خطرناک است چون بخش‌های نامحلول در آب زیادی دارد و می‌تواند باعث ایست قلبی شود. پیش از خوردن تریاک معمولاً آن را حرارت داده و می‌پزند یا در آب حل کرده و فقط بخش محلول در آب را می‌خورند. چون مرفین و بیشتر آلکالوئیدهای مؤثر تریاک محلول در آب هستند. در قرن نوزدهم، چای خشخاش یک نوشیدنی معمول دارویی بود، اما در قرن بیست و یکم این عادت معمولاً به معتادان تریاک محدود می‌شود.
حرارت دادن به تریاک به منظور ایجاد دود می‌تواند محتویات این دارو را کاهش دهد. تریاک به مراتب ضعیف‌تر از برخی مواد تولید شده حاصل از آن مانند مرفین و هروئین است. این میزان بین ۳۰۰ تا ۴۰۰ برابر تخمین زده می‌شود. علاوه بر این، در حالی‌که کل دُز هروئین مصرفی ممکن است ظرف چند ثانیه جذب شود، مقداری تریاک به اندازه یک پیپِ پُر، در مدت زمانی بسیار طولانی‌تر کشیده می‌شود و به آهستگی تأثیرات خوش خود را به مصرف‌کننده می‌چشاند. تدخین تریاک، روش‌های مختلفی دارد که استفاده از وافور و ابزارهای چپق‌مانند دیگر و همچنین استفاده از سیخ و سنجاق روش‌های رایج هستند. شاعر انگلیسی، سمیوئل تیلور کولریج و همچنین تامس د کوئینسی، به دلایل پزشکی مصرف تریاک را آغاز کردند. این دو نفر گزارش‌هایی کلاسیک از ایجاد توهم و الهام خلاق تحت تأثیر تریاک ارائه کردند.
گاهی برای افزایش علاقه مصرف‌کنندگان دود تریاک به فعالیت‌های جنسی، به تریاک، آرسنیک اضافه می‌کنند. گزارش‌هایی وجود دارد که نشان می‌دهد این عمل در میان مصرف‌کنندگان این ترکیب مسمومیت ناشی آرسنیک ایجاد کرده است.

## فرآورده‌های تریاک
1. تریاک خام (Raw or Crude opium)
2. سوخته تریاک (Opium dross): ماده قیری (قطران) است که پس از تدخین تریاک خام باقی می‌ماند.
3. شیره تریاک (Opium sap): جوشانده تریاک سوخته (با یا بدون تریاک خام) است.

۴- تنتور تریاک (Opium tincture): از حل کردن تریاک در آب و الکل (۱۹ درصد حجمی-حجمی اتانول) تولید می‌شود و هر ۱۰۰ سی سی آن حاوی یک گرم مورفین است (محلول یک درصد).
۵- عصاره تریاک (Opium extract): با خیساندن تریاک خام در آب تهیه می‌شود.
۶- شربت تریاک (Opium syrup): از ترکیب شربت شکر و ۲٫۵ درصد عصاره تریاک تهیه می‌شود.

### سوخته
سوخته تریاک (Opium dross) در اصلاح عامیانه و در رابطه با مشتقات تریاک به باقی‌ماندهٔ قیری (قطران) و کربنیته شده تریاک که در هنگام تدخین (کشیدن) در آلت استعمال که متداول‌ترین آن بافور هست و در قسمت حقه سفالی و سرامیکی آن از طریق سوراخ کوچکی که در موقع آتش‌خور شدن تریاک به کمک زغال گداخته در زمان تدخین به صورت ماده خشک و سیاه رنگ جمع می‌گردد گفته می‌شود.

### شیره تریاک
سوخته تریاک شامل ناخالصی‌هایی از قبیل باقی‌مانده تریاک و مواد اضافه کربنی و خاکستر و همچنین مقداری ترکیبات مرفینی در تریاک می‌باشد و با حل شدن در آب از ناخالصی‌ها جدا شده و با صاف کردن آب از ناخالصی‌ها به گونه‌هایی متفاوت و مشابه مورد استفاده قرار می‌گیرد. به وسیله جوشاندن آب، شیره (Opium sap) آن را می‌گیرند.

## ترک اعتیاد به تریاک
روش‌های متعددی برای ترک اعتیاد به تریاک وجود دارد. داروهای مورد استفاده شامل موارد زیر هستند:
- بوپرنورفین (به عنوان ضد درد، مسکن قوی و جایگزین مواد مخدر و اعتیادآور)
- شربت تریاک (یک ماده مخدر و مسکن درد و اعتیاد آور)
- متادون (داروی نگهدارنده برای مهار اعتیاد به هروئین و مواد مخدر و اعتیاد آور)
- ایبوگین[۲۲]
- حب جدوار (داروی ترک اعتیاد، مسکن قوی و ضد درد)
- نالوکسان (برای تشخیص و درمان مسمومیت‌ها با مواد مخدر یا کمای ناشی از آن مصرف می‌شود)
- نالتروکسان (به عنوان داروی کمکی برای درمان اعتیاد به کار می‌رود)